# الغمصة (يبعث)

تعديل مصدري - تعديل

الغمصة هي إحدى قرى عزلة يبعث بمديرية يبعث التابعة لمحافظة حضرموت، بلغ تعداد سكانها 203 نسمة حسب تعداد اليمن لعام 2004.